# Divine Madness (Bette Midler)
Divine Madness è un album dal vivo della cantante statunitense Bette Midler, pubblicato nel 1980.

## Tracce
Side A
1. Big Noise From Winnetka (Gil Rodin, Bob Crosby, Bob Haggart, Ray Bauduc) - 3:52
2. Paradise (Harry Nilsson, Gil Garfield, Perry Botkin Jr.) - 4:09
3. Shiver Me Timbers (Tom Waits) - 3:56
4. Fire Down Below (Bob Seger) - 3:05
5. Stay With Me (Jerry Ragovoy, George Weiss) - 6:24

Side B
1. My Mother's Eyes (Tom Jans) - 2:29
2. Chapel of Love / Boogie Woogie Bugle Boy (Jeff Barry, Ellie Greenwich, Phil Spector) / (Don Raye, Hughie Prince) - 4:02
3. E Street Shuffle / Summer (The First Time) / Leader of the Pack (Bruce Springsteen) / (Bobby Goldsboro) / (George Morton, Jeff Barry, Ellie Greenwich) - 9:42
4. You Can't Always Get What You Want / I Shall Be Released (Mick Jagger, Keith Richards) / (Bob Dylan) - 5:56